# أتينيوم

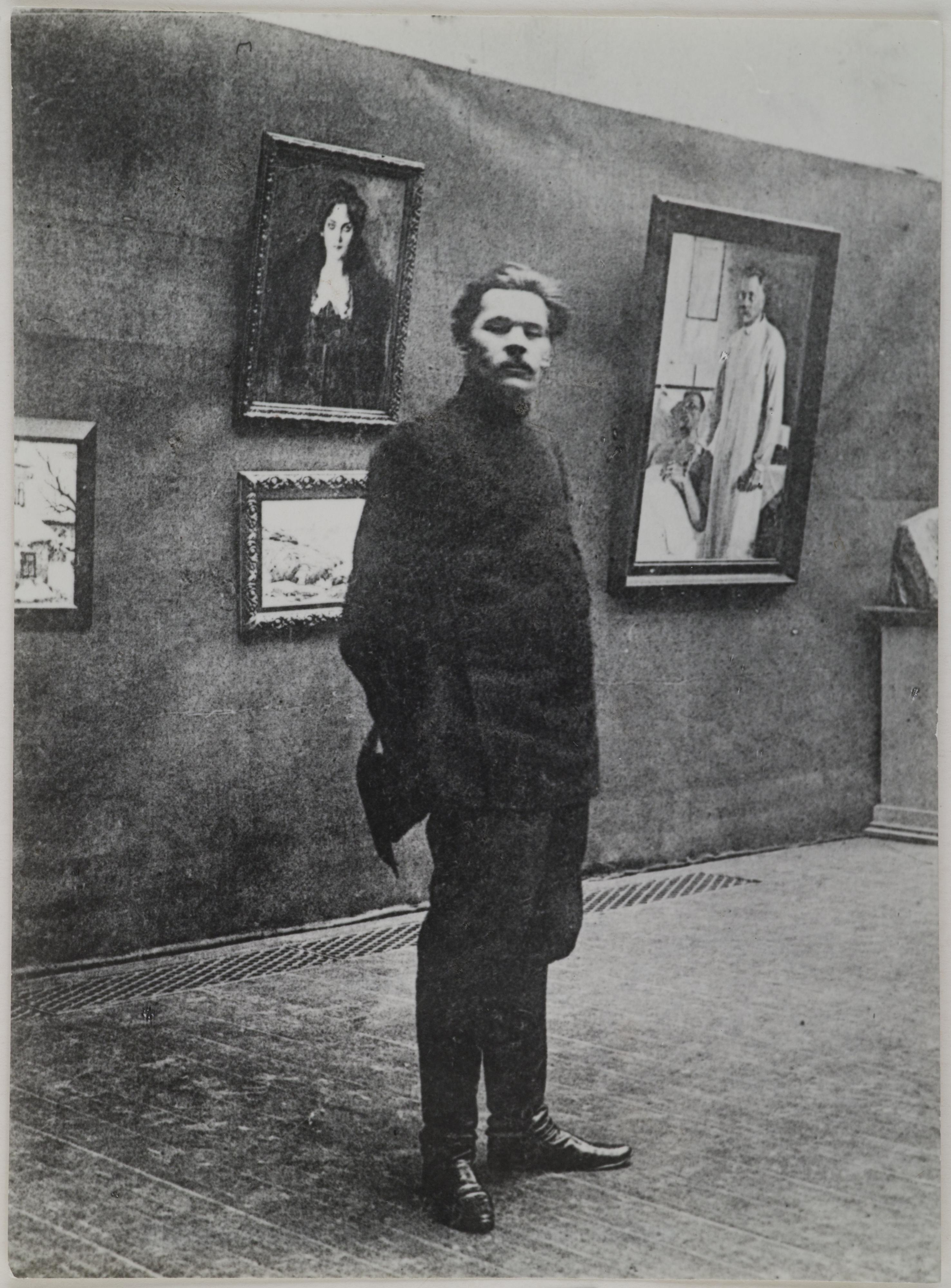
الكاتب السوفيتيمكسيم غوركي يزور متحف أتينيوم. حوالي عام 1906.

أتينيوم (بالفنلندية: Ateneum) هو متحف فني في هلسنكي، فنلندا، وأحد المتاحف الثلاثة التي تشكل المعرض الوطني الفنلندي. يقع في وسط هلسنكي على الجانب الجنوبي من ساحة «راوتاتينتوري» بالقرب من محطة قطارات هلسنكي المركزية. يمتلك المتحف أكبر مجموعات الفن الكلاسيكي في فنلندا. قبل عام 1991، كان مبنى أتينيوم يضم أيضًا أكاديمية الفنون الجميلة وجامعة هلسنكي للفنون والتصميم.

## المجموعات
متحف الأتينيوم هو أكبر متحف فني في البلاد. تتكون المجموعة الأكبر - أكثر من 4300 لوحة وأكثر من 750 منحوتة - من أعمال لفنانين فنلنديين من الفترة ما بين 1700 و1960. أشهر أعمال الفنانين الفنلنديين مثل ألبرت إدلفلت وإيرو يارنيفيلت وبكا هالونن وأكسيلي غالن كاليلا وهيليني شييرفبك وهوغو سيمبيرغ.
المجموعة الدولية في المتحف أصغر مع أكثر من 650 عملاً، لكنها تضم أعمال لفنانين بارزين يشملون فينسنت فان خوخ وبول غوغان وإدفارت مونك وأوغوست رودان وفرانثيسكو غويا وبول سيزان ومارك شاغال وديلاكروا وأميديو موديلياني وإيليا ريبين وأندرس زورن.
تشمل أبرز الأعمال لوحة «شارع في أوفير سور واس» لفينسنت فان خوخ (1980) و«حديقة لوكسمبورغ» لألبرت إدلفلت (1887) ولوحة «أسطور أنيو» الثلاثية لأكسيلي غالن كاليلا (1891) ولوحة «تحت نير العبودية (حرق الاغصان المتساقطة)» لإيرو يارنفيلت (1893) ولوحة «الملاك المجروح» لهوغو سيمبيرغ (1903).

### أعمال بارزة

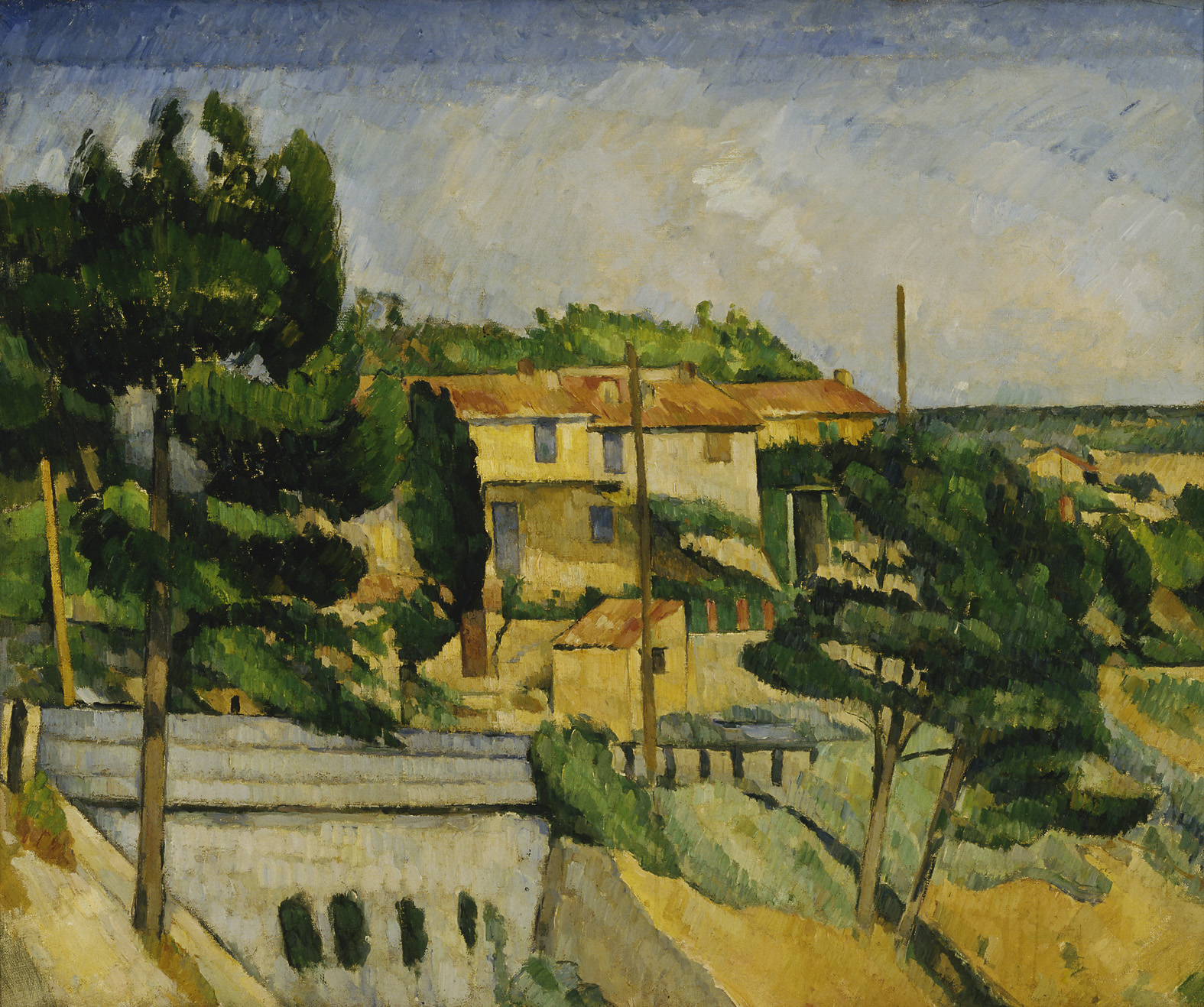
جسر الطريق في ليستاك، بول سيزان, 1879–1882
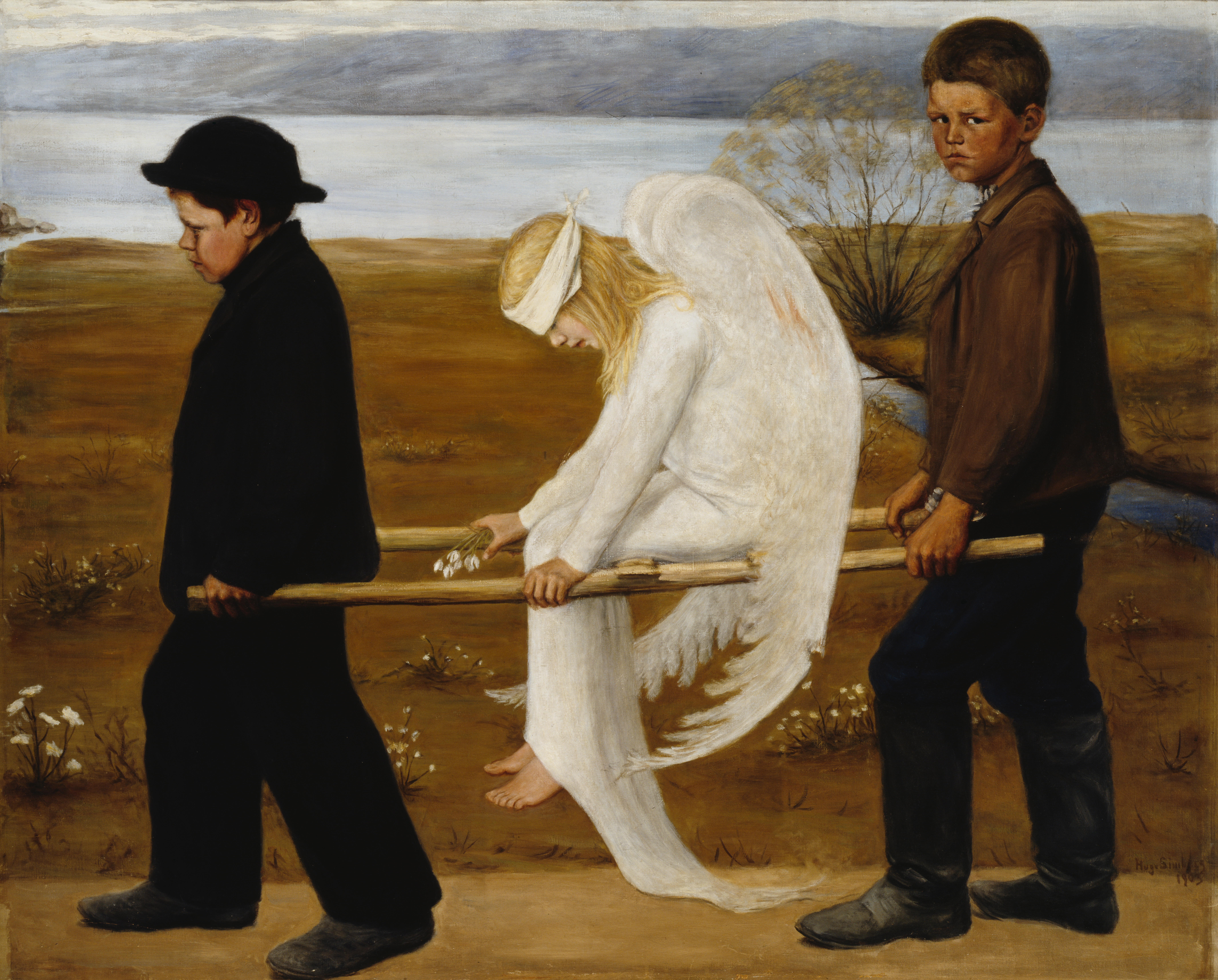
الملاك المجروح، هوغو سيمبيرغ, 1903
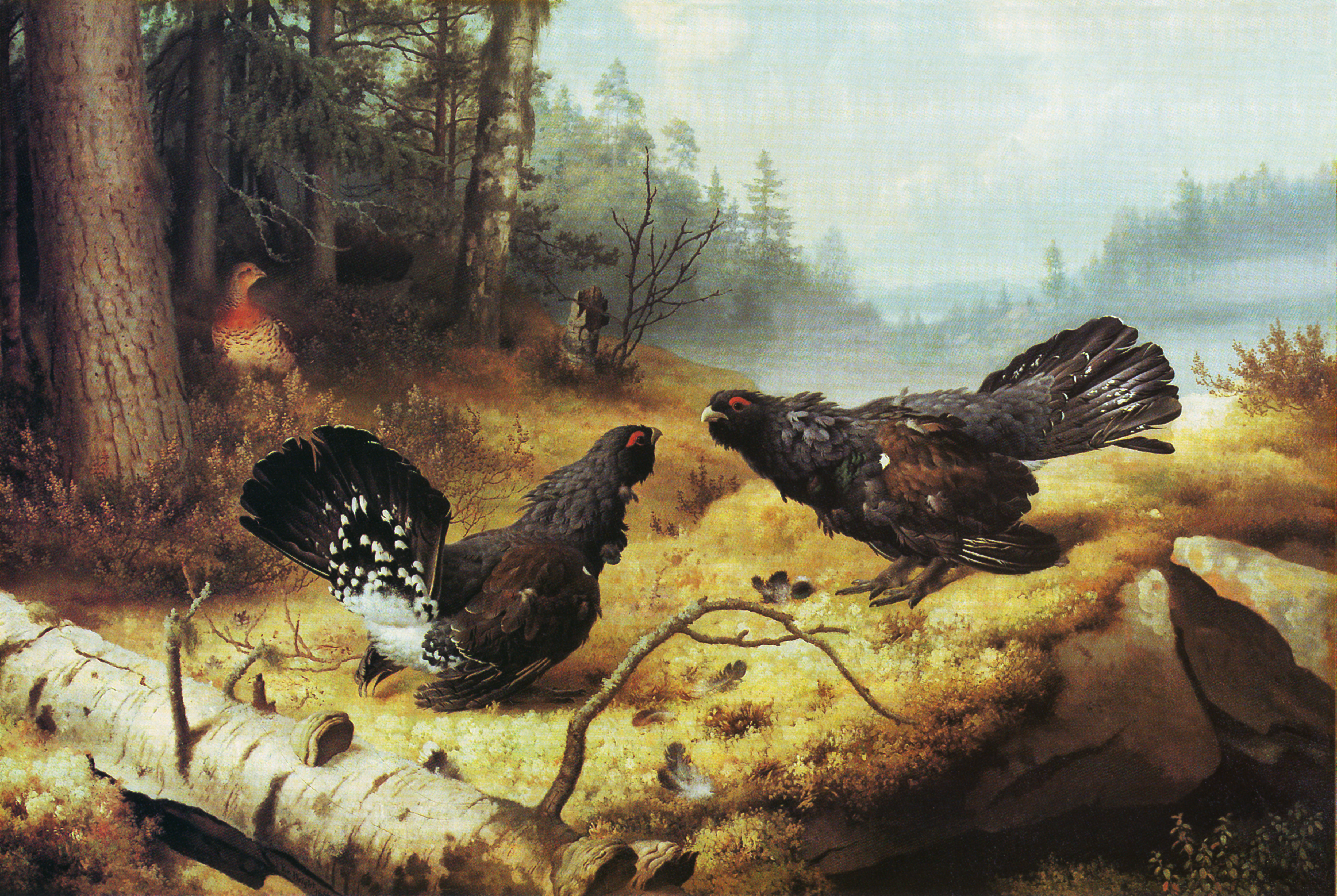
ديوك الخلنج المتقاتلة، فرديناند فون رايت, 1886
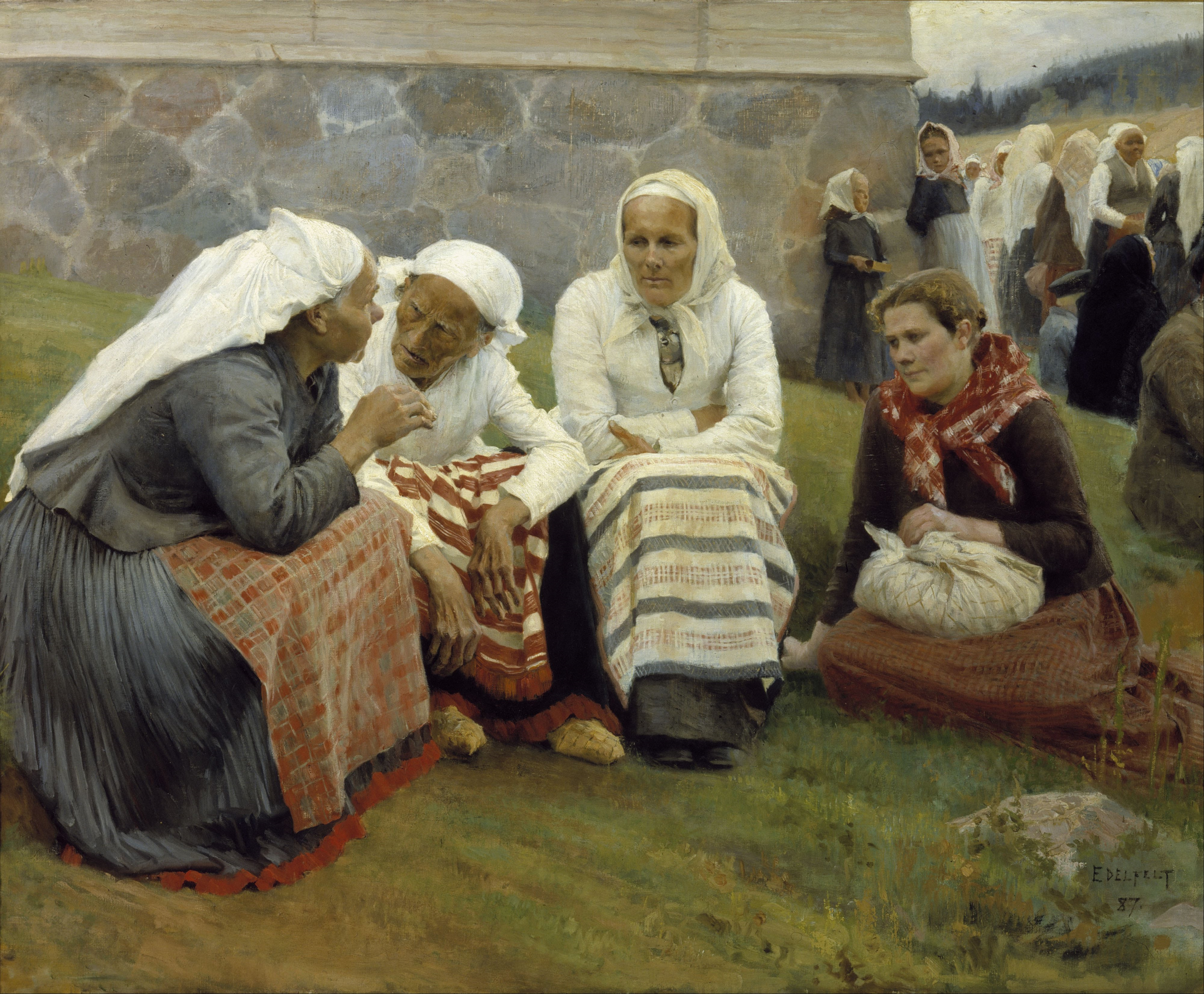
نساء خارج الكنسية في روكولاهتي، ألبرت إدلفلت, 1887
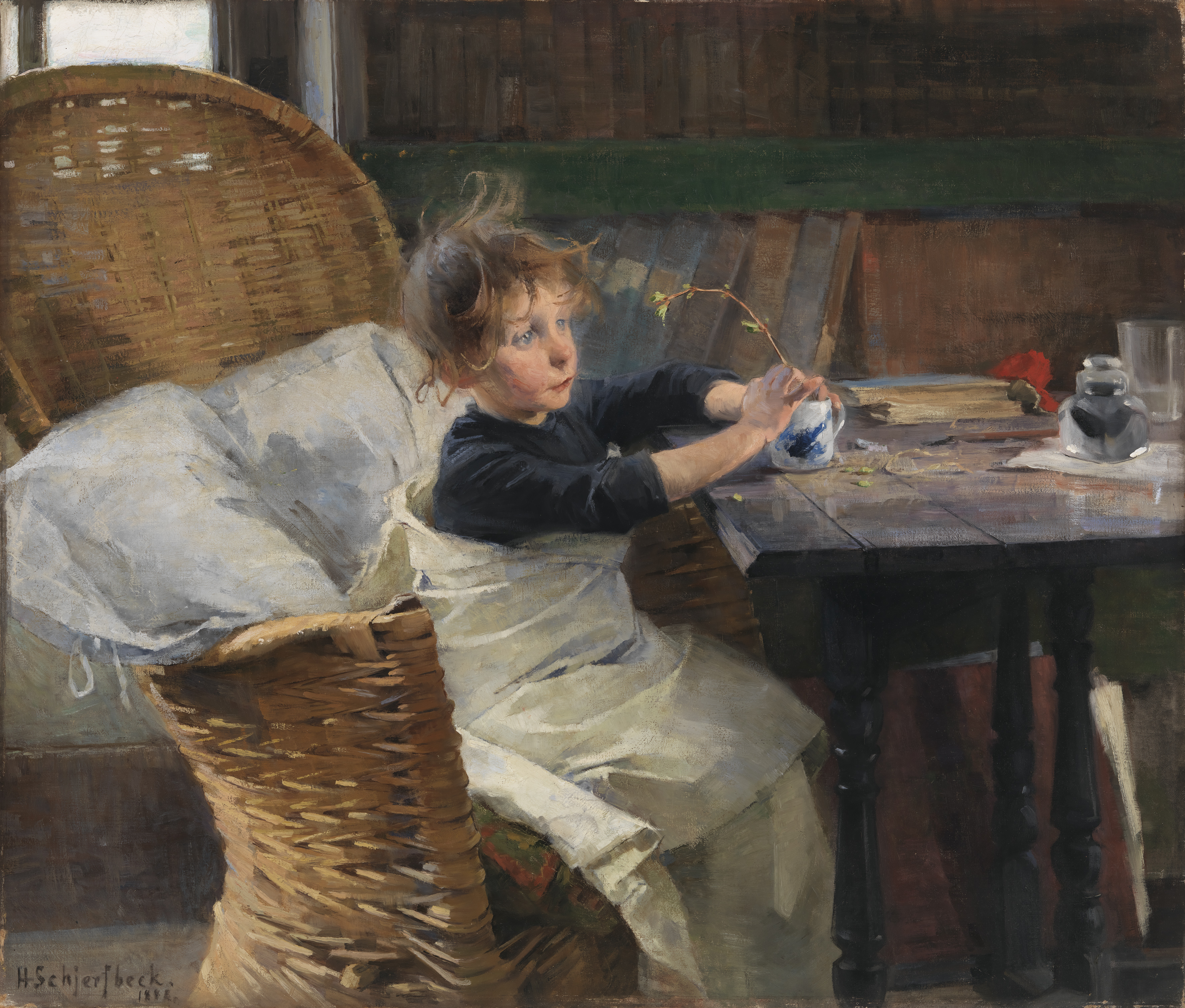
النقاهة، هيليني شييرفبك, 1888
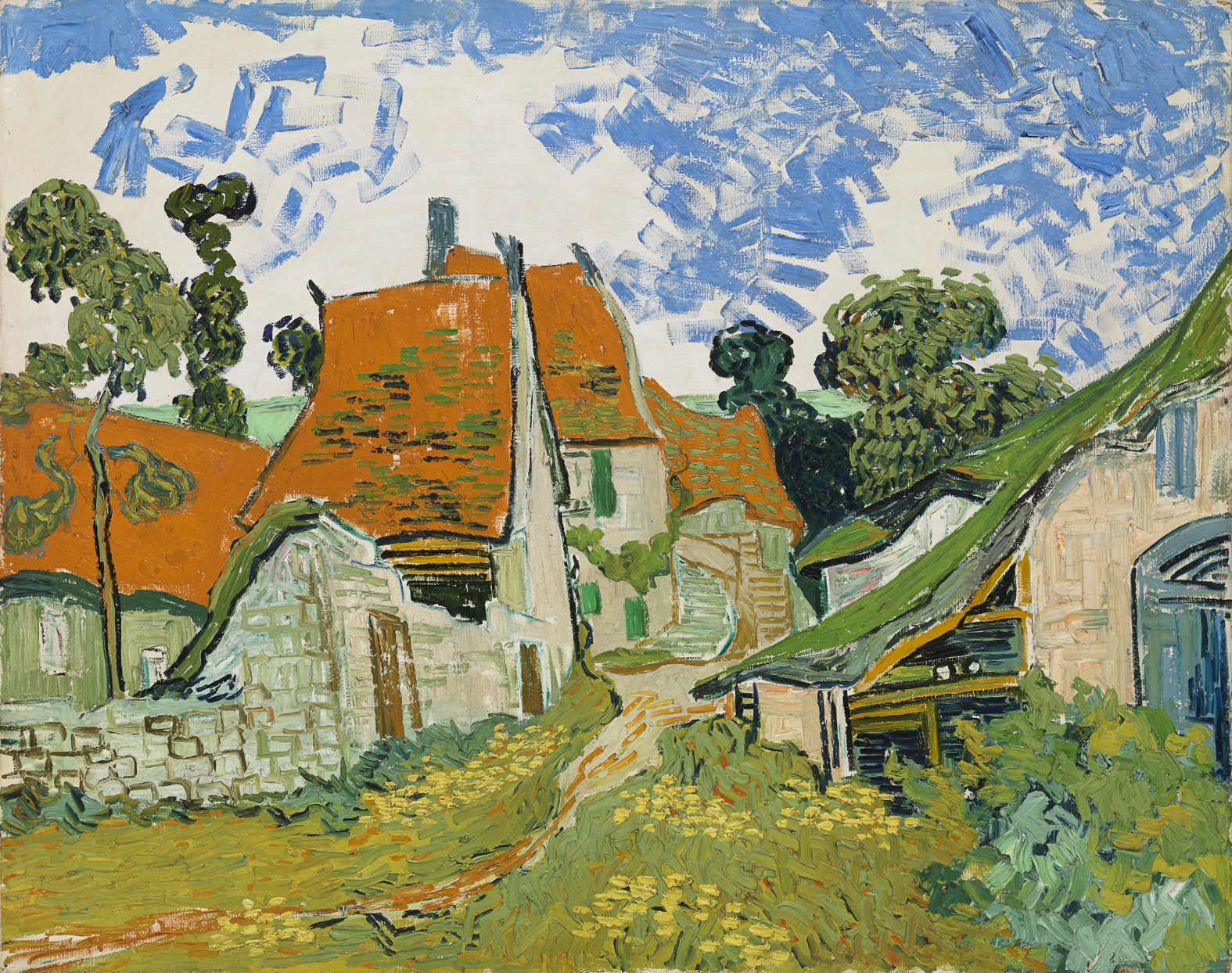
شارع أوفير سور واس، فينسنت فان خوخ, 1890
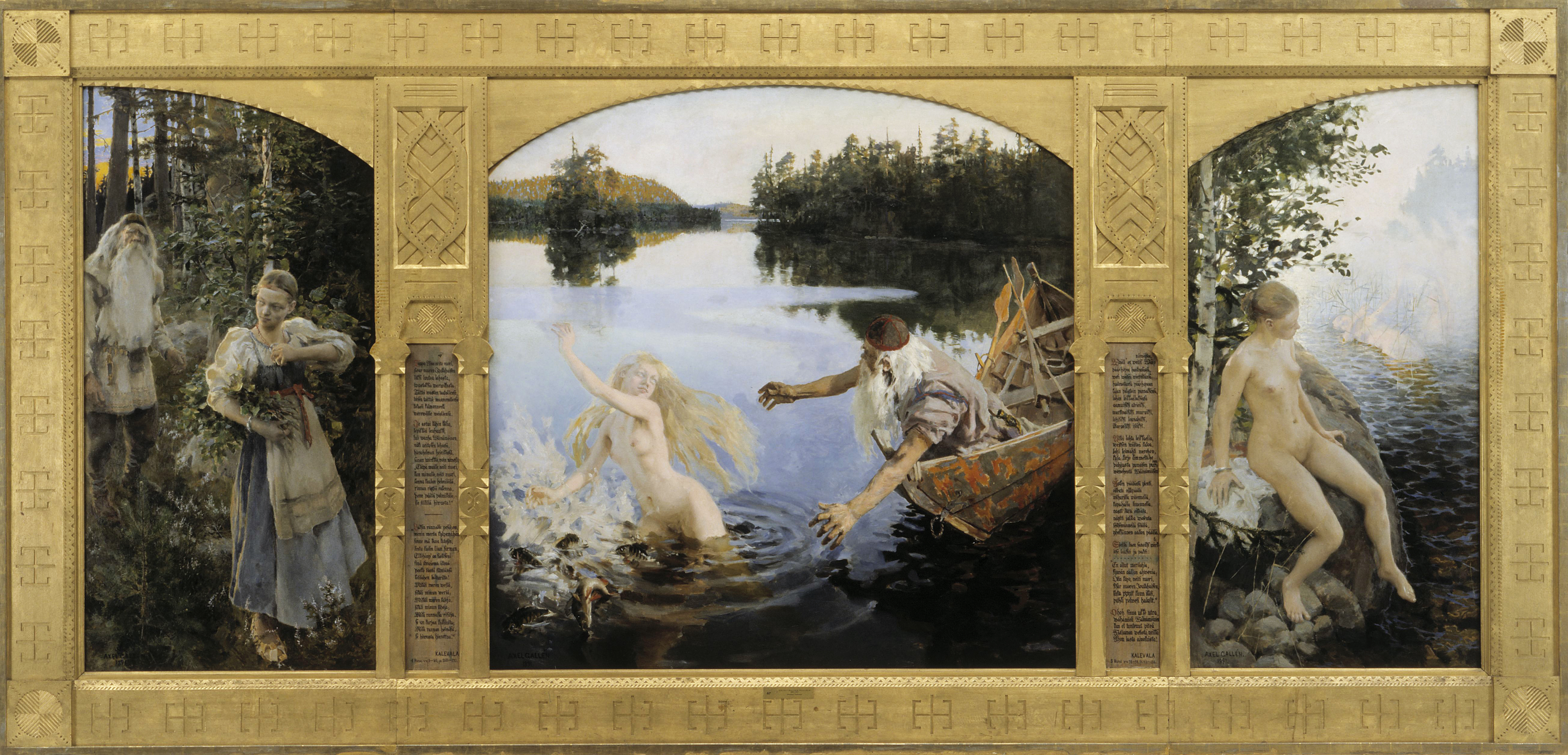
أسطورة أنيو، لوحة ثلاثية، أكسيلي غالن كاليلا, 1891
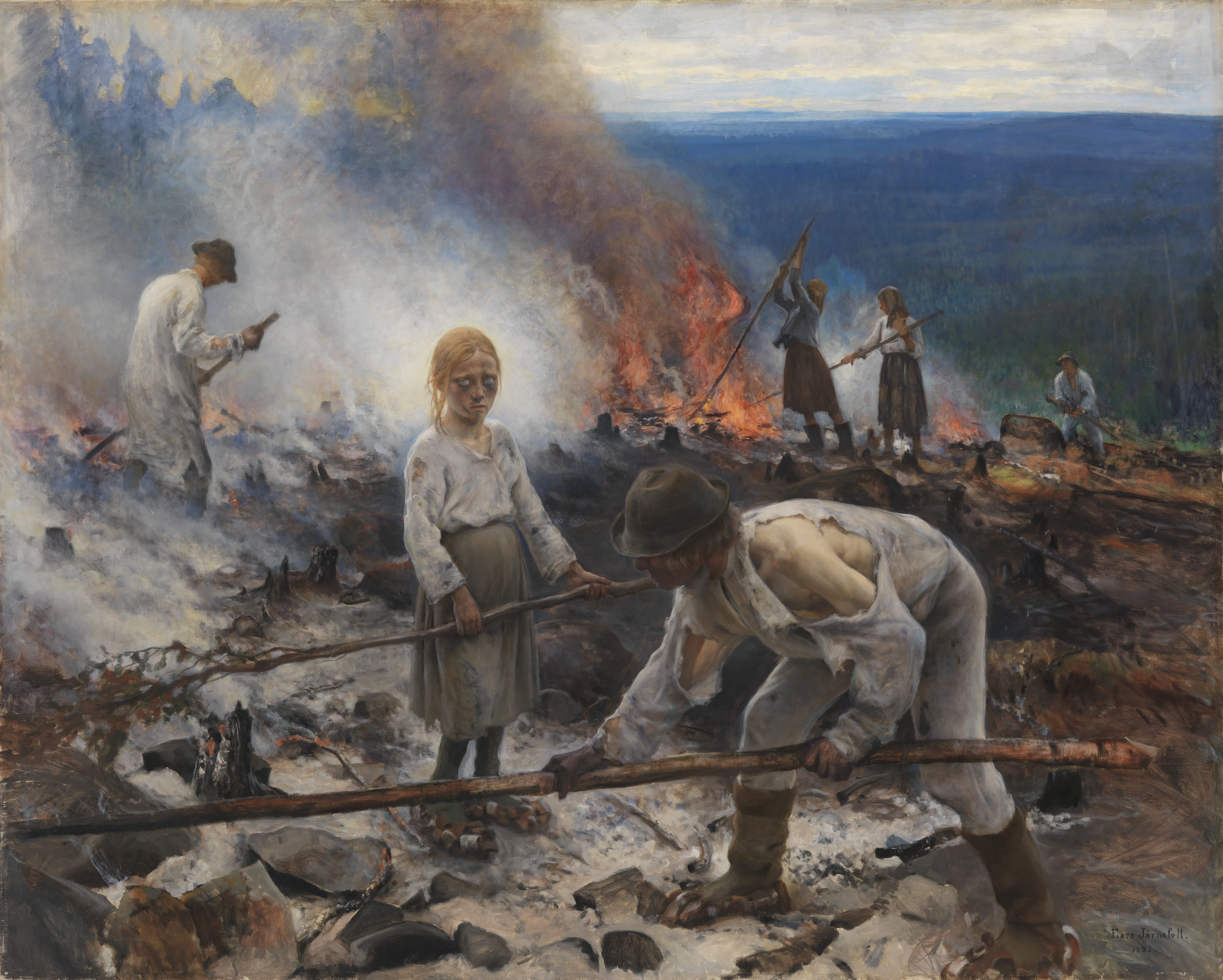
تحت نير العبودية (حرق الأغصان المتساقطة)، لإيرو يارنفيلت, 1893
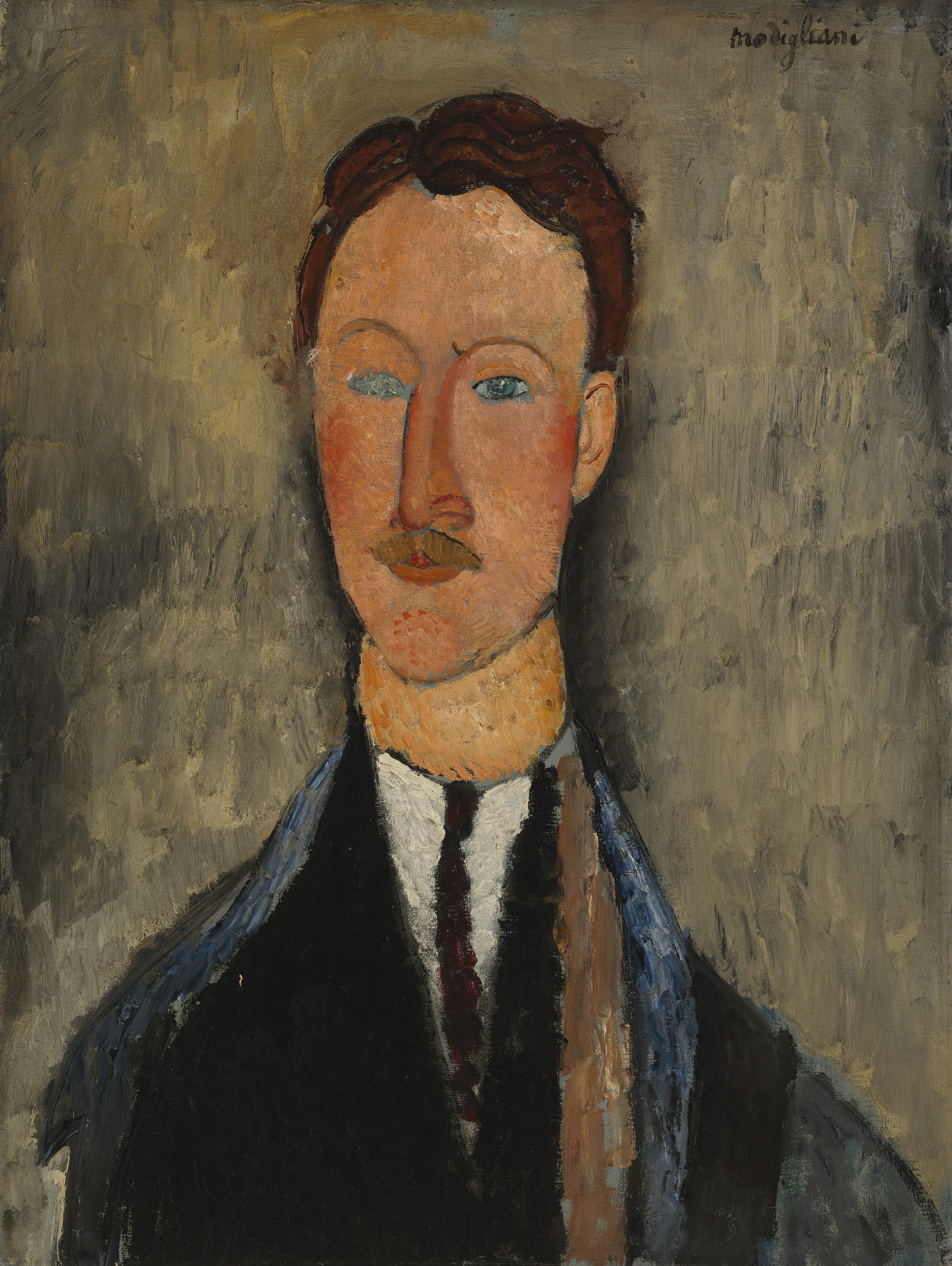
لوحة للفنان ليوبولد سيرفاج، أميديو موديلياني، 1918

## تصميم المبنى

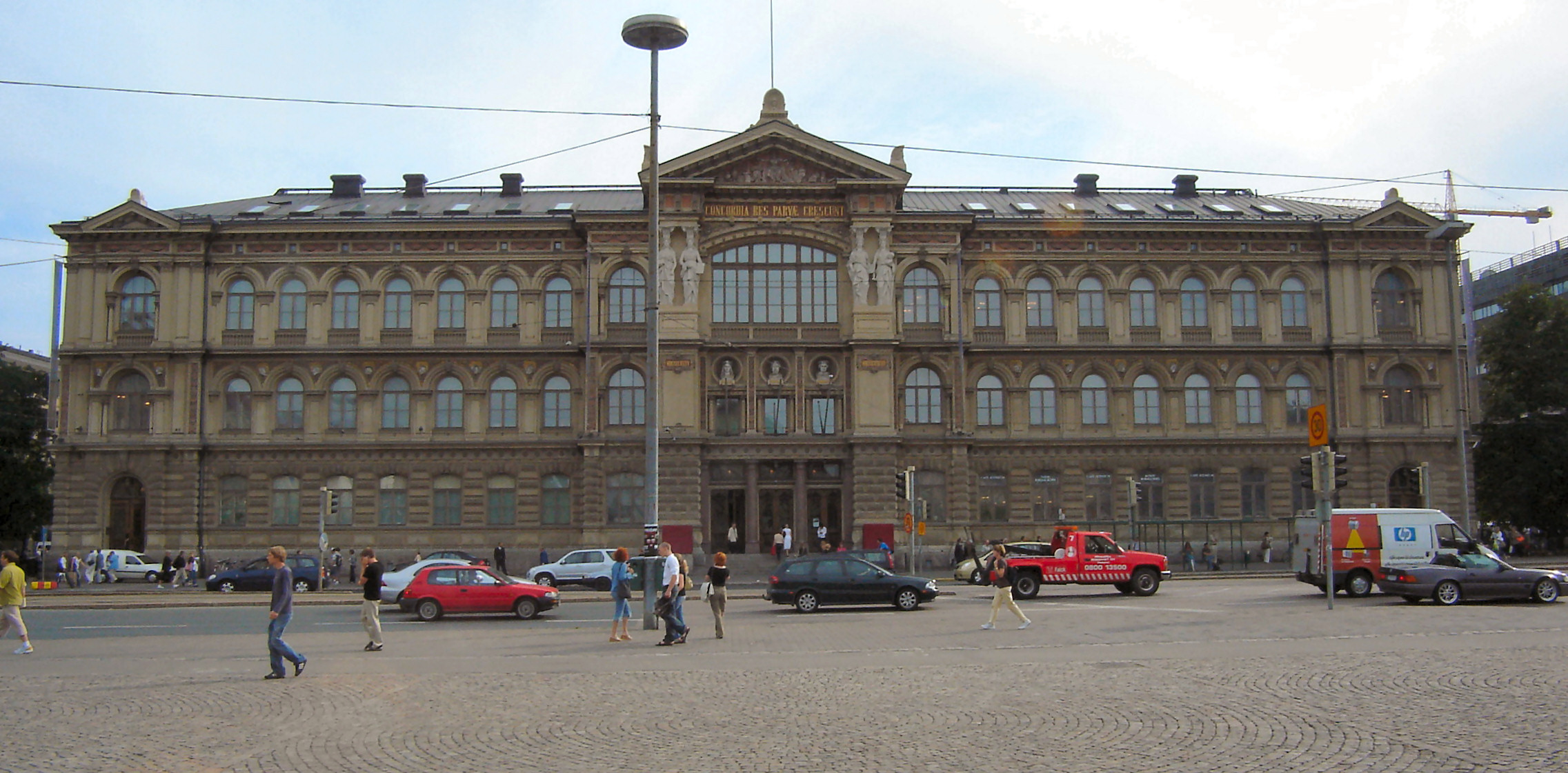
مبنى الأتينيوم من تصميم ثيودور هويير.

تم تصميم مبنى الأتينيوم بواسطة المعمارة الفنلندي ثيودور هويجر وتم الانتهاء منه في عام 1887.
واجهة الأتينيوم مزينة بالتماثيل والنقوش التي تحتوي على الكثير من الرموز. فوق المدخل الرئيسي، في الطابق الثاني، توجد تماثيل نصفية لثلاثة فنانين كلاسيكيين مشهورين: المهندس المعماري دوناتو برامانتي والرسام رافائيل والنحات فيدياس. فوق التماثيل النصفية، في الطابق الثالث، تدعم أربعة تماثيل عذارى كارواي القوصرة. وهذه التماثيل ترمز إلى أشكال الفن الكلاسيكي الأربعة: النحت والرسم والهندسة والعمارة. تتوج الواجهة بمجموعة من المنحوتات تبارك فيها آلهة الفن في الميثولوجيا الإغريقية «بالاس أثينا» منتجاتات الأشكال الفنية المختلفة. أسفل القوصرة توجد العبارة اللاتينية "Concordia res parvae crescunt" (الانسجام يجعل الأشياء الصغيرة تنمو)، والتي تُفهم في هلسنكي عادةً للإشارة إلى المعركة الطويلة الأمد لدوائر الفن الفنلندية من أجل إنشاء المتحف. جميع التماثيل كانت من تصميم النحات السويدي «كارل إينيس سيوستران».
يوجد بين نوافذ الطابق الثاني 16 نقشًا من تصميم النحات الفنلندي «فيل فالغرين» تمثل بعضًا من أشهر المبدعين في فنلندا في عصره، بما في ذلك الرسام ألكسندر لوريوس وفيرنر هولمبرج والمهندس المعماري كارل لودفيج إنجل. تم نحت عناصر زخرفية أخرى بواسطة ماغنوس رايت.
تعود ملكية مبنى الأتينيوم إلى شركة أملاك مجلس الشيوخ (بالفنلندية: Senaatti-kiinteistöt) المتعهدة بعقارات الحكومة.

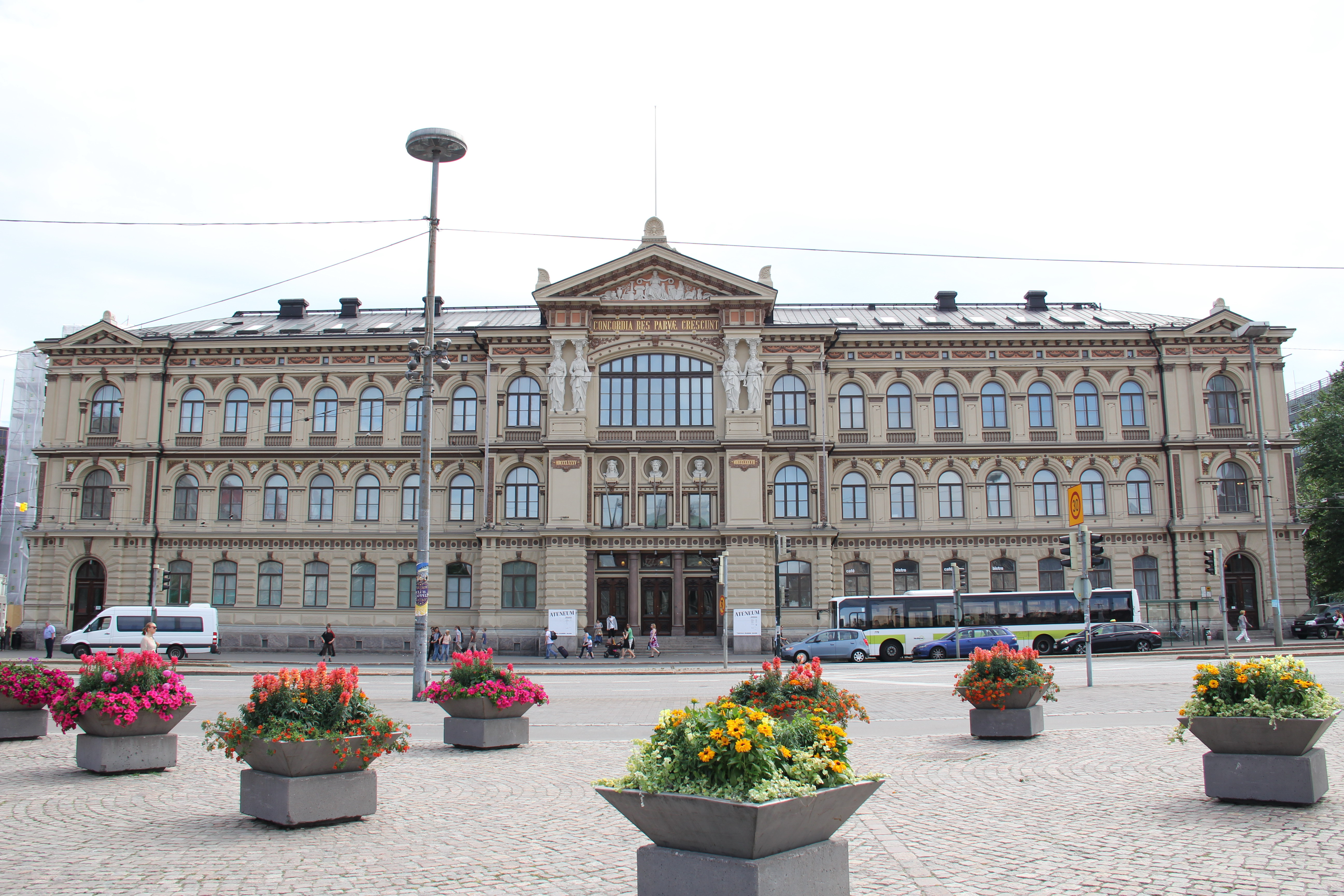
نُحتت المنحوتات المركزية للواجهة بواسطة "كارل إينيس سيوستران" في ثمانينيات القرن التاسع عشر.
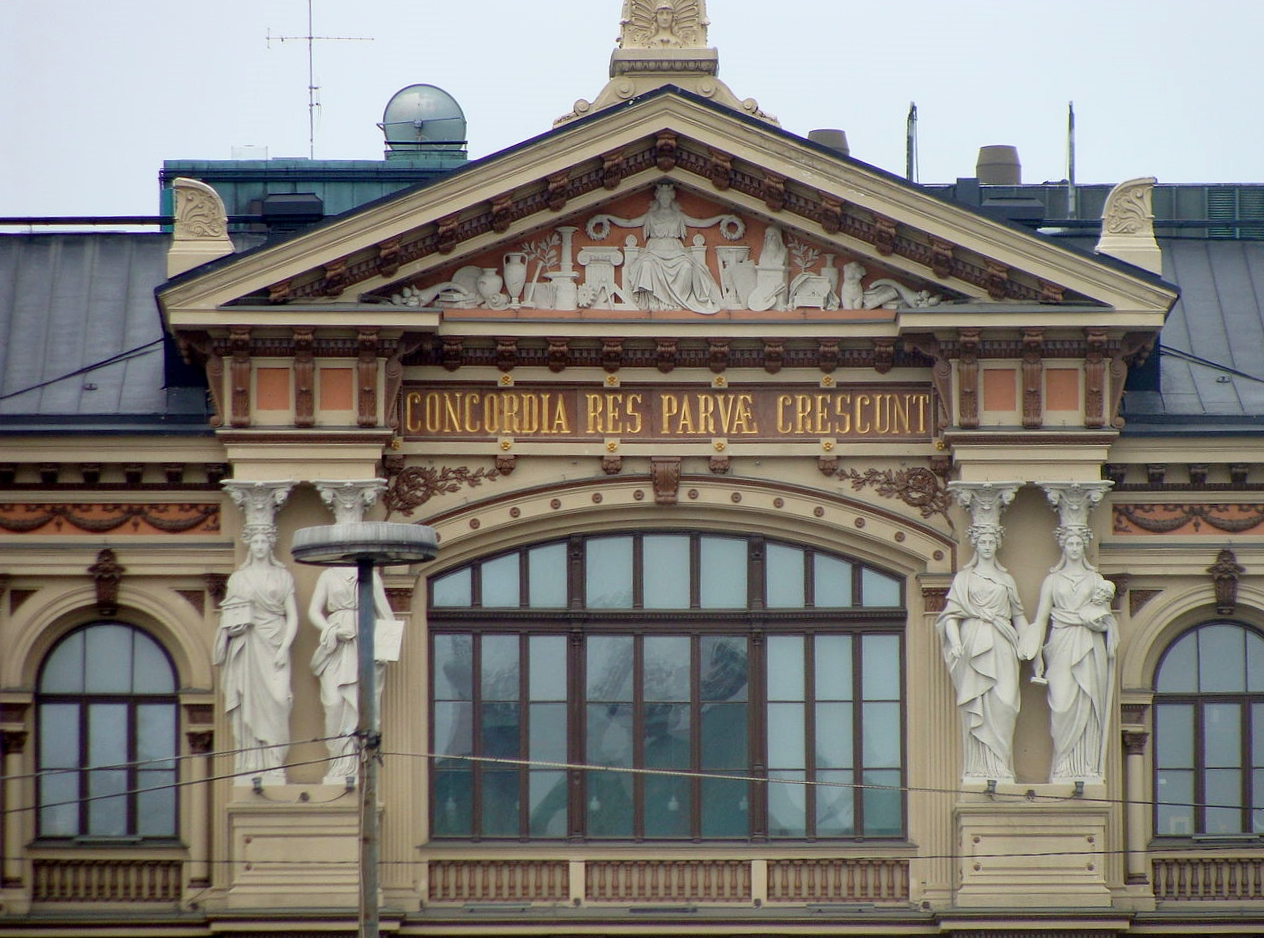
"بالاس أثينا" وتماثيل عذارى كارواي.
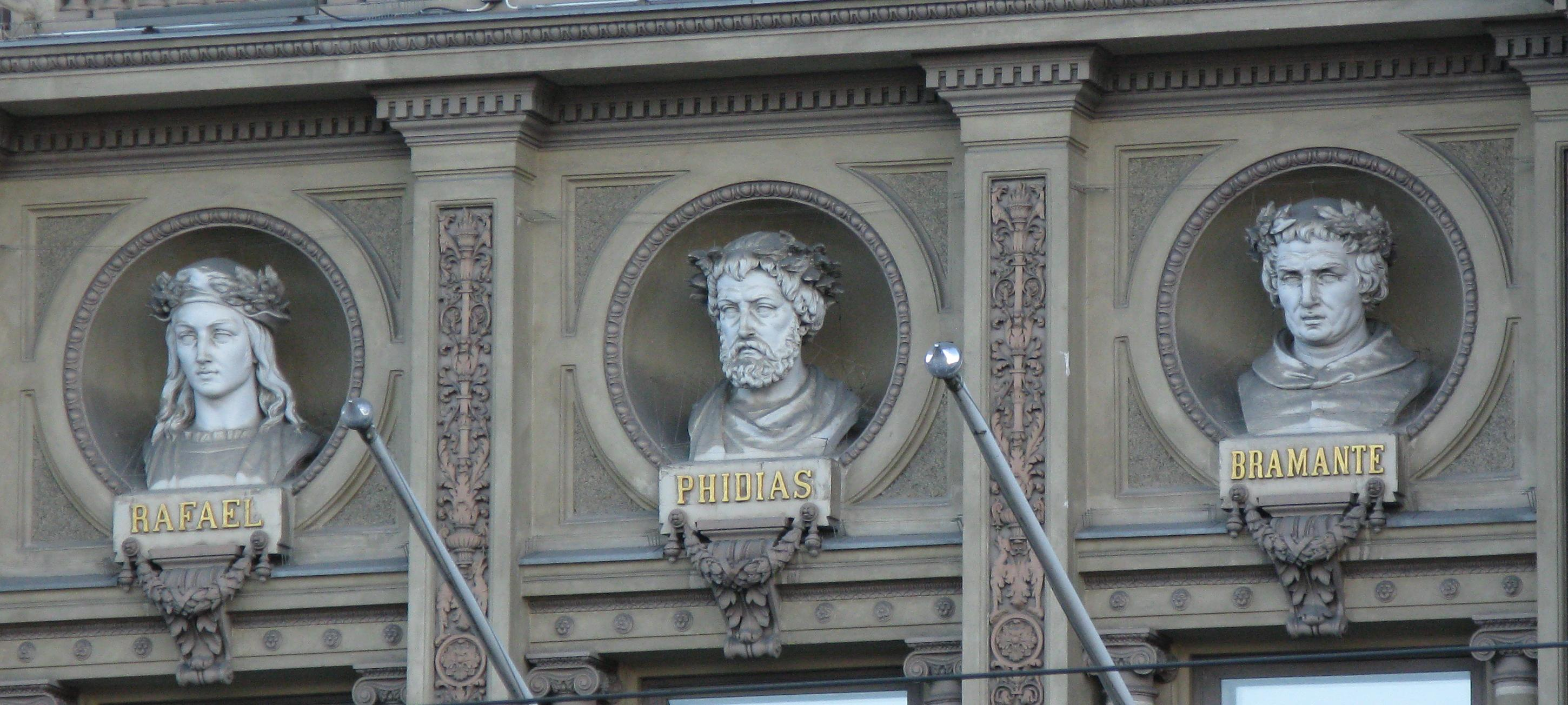
تماثيل نصفية للمهندس المعماري دوناتو برامانتي والرسام رافائيل والنحات فيدياس.
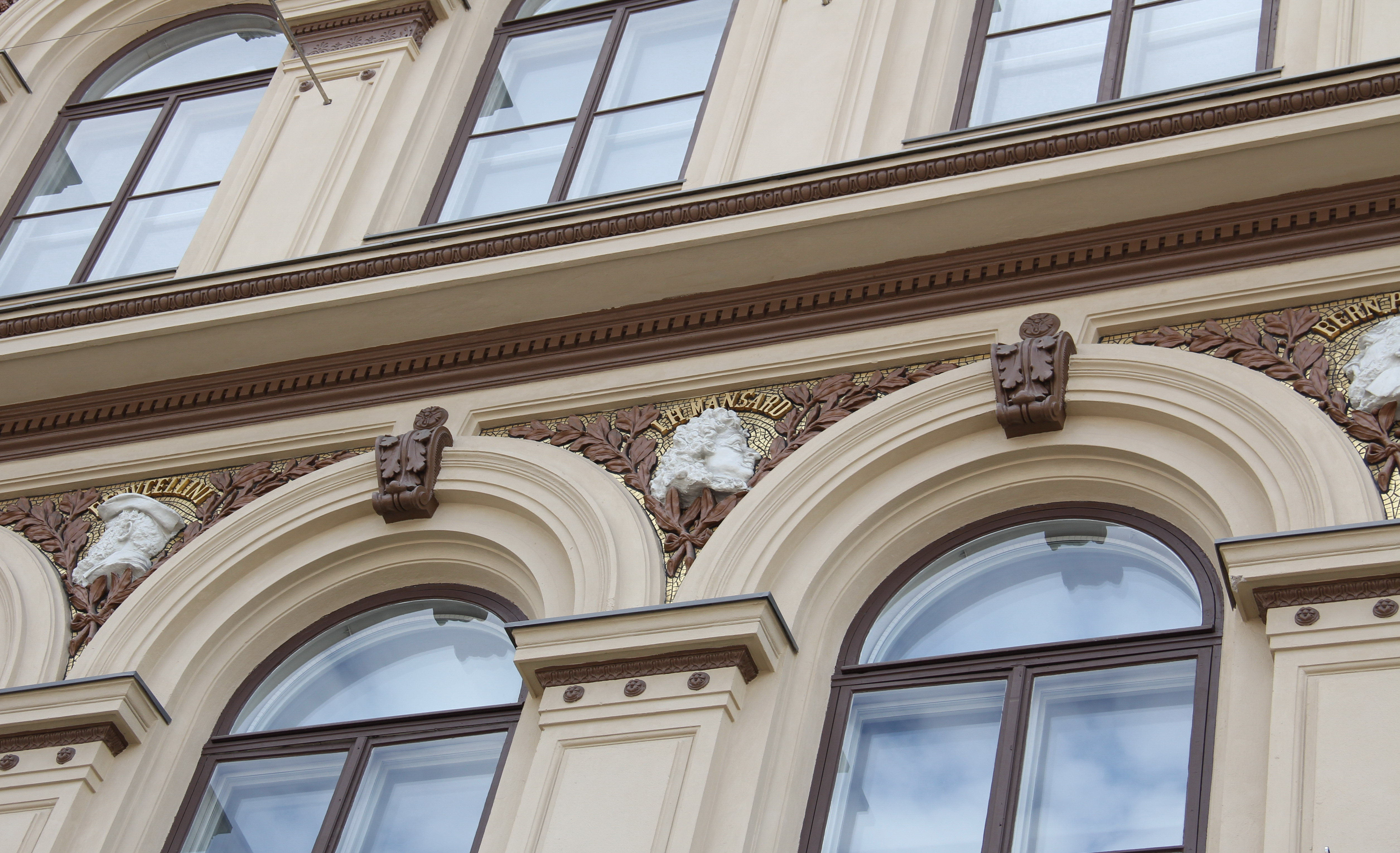
16 نقشاً على الواجهة من تصميم فيل فالغرين، 1887.

## مواقع خارجية
- موقع متحف أتينيوم للفنون
- متحف أتينيوم للفنون على موقع جوجل للفنون والثقافة